# Parafia Najświętszej Maryi Panny Wspomożycielki Wiernych w Niemczu
Parafia Najświętszej Maryi Panny Wspomożycielki Wiernych w Niemczu – parafia rzymskokatolicka w dekanacie Osielsko diecezji bydgoskiej.
Utworzona 15 maja 2004.
Miejscowości na obszarze parafii: Bydgoszcz (ulice: Dżokejowa, Hipiczna, Jeździecka, Podkowa, Siodłowa) i Niemcz.